# Língua kharia
Kharia (AFI: [kʰaɽija] ou AFI: [kʰeɽija]) é uma língua Munda pertencente à família das línguas austro-asiáticas. É falada, principalmente, no centro-leste da Índia, mais especificamente nos estados Jharkhand, Chhattisgarh e Orissa. Porém, também se encontra falantes em Assam e em pequenas comunidades em regiões como a Bengala Ocidental e as Ilhas de Andamã e Nicobar.

O total de falantes é de, aproximadamente, 297.614, constituindo 69% de toda a etnia kharia. Eles se encontram em comunidades multilinguísticas, portanto, possuindo contato regular com línguas como sadri, hindi, mundari e a língua dravidiana kurukh. Apesar da kharia não ser considerada uma língua em risco de extinção, suas chances de sobrevivência no futuro são difíceis de avaliar.

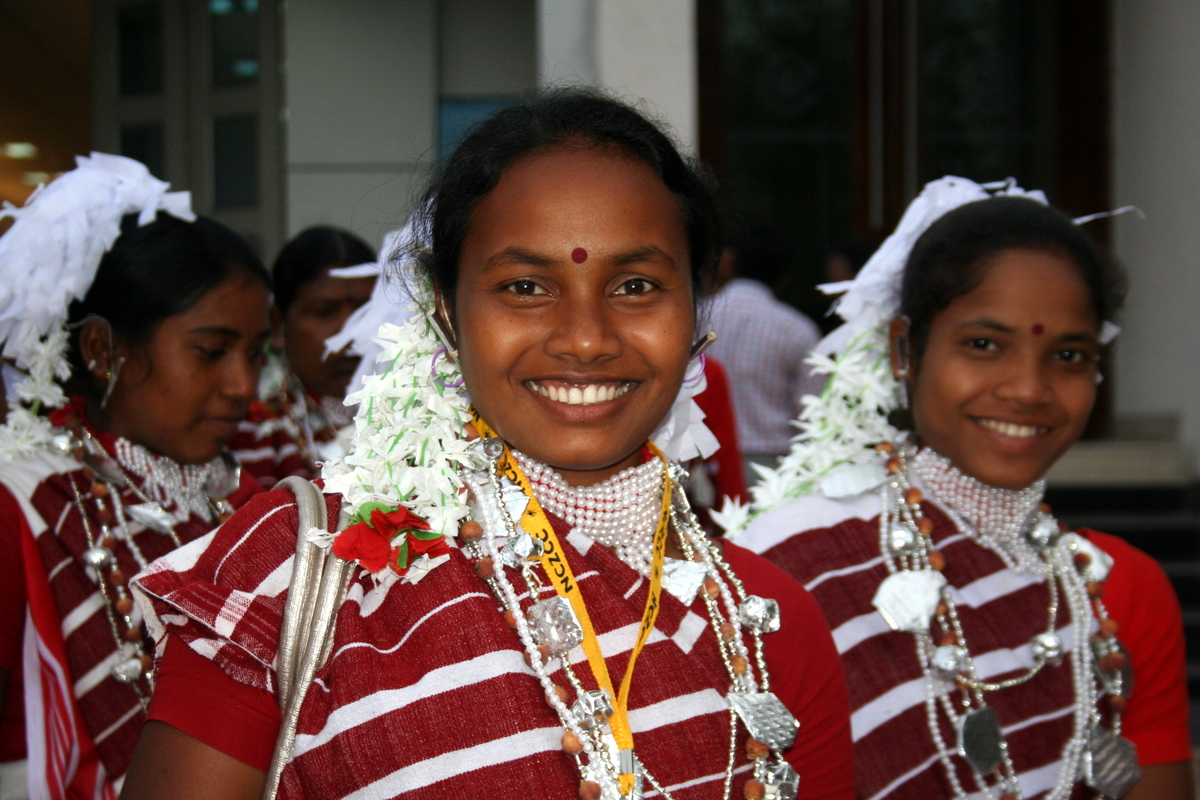
Mulheres da tribo Kharia.

## Etimologia
Kharia é um exônimo (nome estrangeiro); o endônimo (nome nativo) da lingua é Khaɽiya embora alguns falantes prefiram a forma Kheɽiya. Apesar da etimologia desses termos ser incerta, existem sugestões de que está conectado com a palavra Proto-Munda "pessoa" que em Kharia é a palavra "kaɽ".  Além desta sugestão, é possível encontrar outras possíveis origens do termo, sendo as duas principais:
- A derivação da palavra na língua kharia, "khoɽi", que significa "seção da vila", já que os falantes normalmente se encontram em seções individuais de vilas multilinguísticas;
- A derivação da palavra Indo-Ariana,"khaɽiyā", que significa "argila branca; giz".[6]

## Distribuição

A maior parte dos falantes do kharia ocorrem no estado de Jharkhand

Os falantes de Kharia se concentram, majoritariamente, nos estados indianos de: Jharkhand (Ranchi, Khunti, Kolebira, Thethaitangar, Simdega, Singhbhum do Leste e Singhbhum do Oeste); Chhatisgarh (Bilaspur, Durg, Jashpur, Raigarh, Raipur, Surguja); Orissa (Mayurbhanj, Sambalpur e Sundargarh); Tripura; Assam; Bengália Ocidental; e Ilhas de Andaman e Nicobar. Além disso, também podem ser encontrados no Nepal, que tem cerca de 256 falantes na província de Kosi.
Fatores como distribuição geográfica e grupos multilinguísticos favorecem o contato regular com outras línguas por parte dos falantes, muitos falando Sadri, Bengali, Hindi, Oriá, Santali e até mesmo inglês.
Existem três grupos diferentes que são classificados genericamente como kharia : Dudh Kharia, Dhelki Kharia e Mirdha-Kharia. A grande divisão entre Dudh, Dhelki e Mirdha forma três dialetos diferentes da língua.

## Fonologia
O kharia é uma língua que possui, em seu inventário fonético, 23 fonemas consonantais e 5 fonemas vocálicos, assim como mostrados nas tabelas a seguir:
A língua kharia apresenta 23 fonemas consonantais, podendo variar entre vozeados ou desvozeados.
|             | Bilabial | Labiodental | Labiovelar | Alveolar | Retroflexa | Palatal | Velar | Glotal |
| ----------- | -------- | ----------- | ---------- | -------- | ---------- | ------- | ----- | ------ |
| Plosiva     | p b      |             |            | t d      | ʈ ɖ        | c ɟ     | k ɡ   | ʔ      |
| Nasal       | m        |             |            | n        | ɳ          | ɲ       | ŋ     |        |
| Flap ou Tap |          |             |            | ɾ        | ɽ          |         |       |        |
| Fricativa   |          | f           |            | s        |            |         |       | h      |
| Aproximante |          |             | w          |          |            | j       |       |        |
| Lateral     |          |             |            | l        |            |         |       |        |

A presença de aspiração nos fonemas /b/, /t/, /d/, /ʈ/, /ɖ/, /ɽ/, /c/, /ɟ/, /k/ e /g/, sendo portanto: /bʰ/, /tʰ/, /dʰ/, /ʈʰ/, /ɖʰ/, /ɽʰ/, /cʰ/, /ɟʰ/, /kʰ/ e /gʰ/ é perceptível na língua.

### Vogais
Os fonemas vocálicos em kharia são 5, sendo eles todos orais.
|             | Anterior | Central | Posterior |
| ----------- | -------- | ------- | --------- |
| Fechada     | i        |         | u         |
| Semifechada | e        |         | o         |
| Aberta      | a        |         |           |

Além disso, é possível encontrar os seguintes ditongos: /ae/; /ao/; /ou/; /oi/; /ui/.

## Ortografia
A língua Kharia possui três alfabetos, sendo o alfabeto devanágari seu principal, que também é usado em línguas como hindi, sadri e outra línguas indo-arianas. Além deste alfabeto, o kharia pode ser escrito nos alfabetos bengali e oriá.

### Devanágari
| Letra | Fone    |  | Letra | Fone  |  | Letra | Fone   |  | Letra | Fone    |
| ----- | ------- |  | ----- | ----- |  | ----- | ------ |  | ----- | ------- |
| अ     | [ɔ/ə]   |  | आ ा    | [a:]  |  | इ ि    | [i]    |  | ई ी    | [i:]    |
| उ ु    | [u]     |  | ऊ ू    | [u:]  |  | ए े    | [e]    |  | ऐ ै    | [ai]    |
| ओ ो    | [o]     |  | औ ौ    | [au]  |  | ं      | [ŋ]    |  | ः      | [h]     |
| ँ      | [~]     |  | ऽ     | [ʔ]   |  | क     | [ka]   |  | ख     | [kʱa]   |
| ग     | [ga]    |  | घ     | [gʱa] |  | ङ     | [ŋa]   |  | च     | [tʃa]   |
| छ     | [tʃʱa]  |  | ज     | [dʒa] |  | झ     | [dʒʱa] |  | ञ     | [ɲa/na] |
| ट     | [ʈa]    |  | ठ     | [ʈʱa] |  | ड     | [ɖa]   |  | ढ     | [ɖʱa]   |
| ण     | [ɳa/na] |  | त     | [t̪a]  |  | थ     | [t̪ʱa]  |  | द     | [d̪a]    |
| ध     | [d̪ʱa]   |  | न     | [na]  |  | प     | [pa]   |  | फ     | [pʱa]   |
| ब     | [ba]    |  | भ     | [bʱa] |  | म     | [ma]   |  | य     | [ja]    |
| र     | [ra]    |  | ल     | [la]  |  | श     | [sa]   |  | ष     | [sa]    |
| स     | [sa]    |  | ह     | [ha]  |  | ड़     | [ɽa]   |  | ढ़     | [ɽʱa]   |

### Bengali
| Letra | Fone    |  | Letra | Fone   |  | Letra | Fone    |  | Letra | Fone  |  | Letra | Fone  |  | Letra | Fone  |  | Letra | Fone   |
| ----- | ------- |  | ----- | ------ |  | ----- | ------- |  | ----- | ----- |  | ----- | ----- |  | ----- | ----- |  | ----- | ------ |
| অ     | [ɔ~ə]   |  | আ া    | [a:]   |  | ই ি    | [i]     |  | ঈ ী    | [i:]  |  | উ ু    | [u]   |  | ঊ ূ    | [u:]  |  | এ ে    | [e]    |
| ঐ ৈ    | [ai]    |  | ও ো    | [o]    |  | ঔ ৌ    | [au]    |  | ং      | [ŋ]   |  | ঃ      | [h]   |  | ঁ      | [~]   |  | ঽ     | [ʔ]    |
| ক     | [ka]    |  | খ     | [kʰa]  |  | গ     | [ga]    |  | ঘ     | [gʱa] |  | ঙ     | [ŋa]  |  | চ     | [t͡ʃa] |  | ছ     | [t͡ʃʰa] |
| জ     | [d͡ʒa]   |  | ঝ     | [d͡ʒʰa] |  | ঞ     | [ɲa~na] |  | ট     | [ʈa]  |  | ঠ     | [ʈʰa] |  | ড     | [ɖa]  |  | ঢ     | [ɖʱa]  |
| ণ     | [ɳa~na] |  | ত     | [t̪a]   |  | থ     | [t̪ʰa]   |  | দ     | [d̪a]  |  | ধ     | [d̪ʱa] |  | ন     | [na]  |  | প     | [pa]   |
| ফ     | [pʰa]   |  | ব     | [ba]   |  | ভ     | [bʱa]   |  | ম     | [ma]  |  | য     | [ja]  |  | র     | [ra]  |  | ল     | [la]   |
| ওয়    | [wa]    |  | শ     | [sa]   |  | ষ     | [sa]    |  | স     | [sa]  |  | হ     | [ha]  |  | ড়     | [ɽa]  |  | ঢ়     | [ɽʱa]  |

### Oriá
| Letra | Fone    |  | Letra | Fone   |  | Letra | Fone    |  | Letra | Fone  |  | Letra | Fone  |  | Letra | Fone  |  | Letra | Fone   |
| ----- | ------- |  | ----- | ------ |  | ----- | ------- |  | ----- | ----- |  | ----- | ----- |  | ----- | ----- |  | ----- | ------ |
| ଅ     | [ɔ~ə]   |  | ଆ     | [a:]   |  | ଇ     | [i]     |  | ଈ     | [i:]  |  | ଉ     | [u]   |  | ଊ     | [u:]  |  | ଏ     | [e]    |
| ଐ     | [ai]    |  | ଓ     | [o]    |  | ଔ     | [au]    |  | ଂ      | [ŋ]   |  | ଃ      | [h]   |  | ँ      | [~]   |  | ଽ     | [ʔ]    |
| କ     | [ka]    |  | ଖ     | [kʰa]  |  | ଗ     | [ga]    |  | ଘ     | [gʱa] |  | ଙ     | [ŋa]  |  | ଚ     | [t͡ʃa] |  | ଛ     | [t͡ʃʰa] |
| ଜ     | [d͡ʒa]   |  | ଝ     | [d͡ʒʰa] |  | ଞ     | [ɲa~na] |  | ଟ     | [ʈa]  |  | ଠ     | [ʈʰa] |  | ଡ     | [ɖa]  |  | ଢ     | [ɖʱa]  |
| ଣ     | [ɳa~na] |  | ତ     | [t̪a]   |  | ଥ     | [t̪ʰa]   |  | ଦ     | [d̪a]  |  | ଧ     | [d̪ʱa] |  | ନ     | [na]  |  | ପ     | [pa]   |
| ଫ     | [pʰa]   |  | ବ     | [ba]   |  | ଭ     | [bʱa]   |  | ମ     | [ma]  |  | ୟ     | [ja]  |  | ର     | [ra]  |  | ଲ     | [la]   |
| ୱ     | [wa]    |  | ଶ     | [sa]   |  | ଷ     | [sa]    |  | ସ     | [sa]  |  | ହ     | [ha]  |  | ଡ୍     | [ɽa]  |  | ଢ୍     | [ɽʱa]  |

## Gramática

### Pronomes
Os pronomes na língua kharia, assim como seus substantivos, não possuem variação quanto a gênero. Assim, ou a palavra será diferente, ou outros termos da oração funcionarão como indicador de gênero.

#### Pronomes pessoais
Os pronomes pessoais vão variar quanto à pessoa (1ª, 2ª e 3ª pessoa) e ao número (singular, dual e plural).
|                 | Singular (Eu)     | Dual (Nós dois)            | Plural (Nós)            |
| --------------- | ----------------- | -------------------------- | ----------------------- |
| Nominativo      | In̄g               | Injār, Ānān̄g               | Ele; Ānin̄g              |
| Acu., Dat., Loc | In̄gte             | Injārte, Ānān̄gte           | Elete; Ānin̄gte          |
| Ablativo        | In̄gātāi           | Injārātāi, Ānān̄gātāi       | Elātāi; Ānin̄gātāi       |
| Genitivo        | In̄g-ā (bang, āte) | Injārā, Ānān̄gā (bang, āte) | Elā; Ānin̄gā (bang, āte) |

|                 | Singular (Você/Tu) | Dual (Vocês dois) | Plural (Vocês/Vós) |
| --------------- | ------------------ | ----------------- | ------------------ |
| Nominativo      | Ām                 | Āmār              | Āmpe               |
| Acu., Dat., Loc | Āmte               | Āmārte            | Āmpete             |
| Ablativo        | Āmātāi             | Āmārātāi          | Āmpātāi            |
| Genitivo        | Āmā (bang, āte)    | Āmārā (bang, āte) | Āmpā (bang, āte)   |

|                 | Singular (Ela, Ele) | Dual (Elas/es dois)  | Plural Elas/es    |
| --------------- | ------------------- | -------------------- | ----------------- |
| Nominativo      | Āḍi                 | Āṛkiyār              | Āṛki              |
| Acu., Dat., Loc | Āḍite               | Āṛkiyārte            | Āṛkite            |
| Ablativo        | Āḍiātāi             | Āṛkiyārātāi          | Āṛkiātāi          |
| Genitivo        | Āḍiā (bang, āte)    | Āṛkiyārā (bang, āte) | Āṛkiā (bang, āte) |

Outras três palavras "ukaṛ", "hokaṛ" e "hānkaṛ" são usadas na 3ª pessoa e também sofrem conjugação assim como as acima.
|                 | Singular                           | Dual                                     | Plural                          |
| --------------- | ---------------------------------- | ---------------------------------------- | ------------------------------- |
| Nominativo      | Ukaṛ, Hokaṛ, Hānkaṛ                | Ukiyāṛ, Hokiyāṛ, Hānkiyāṛ                | Uki, Hoki, Hānki                |
| Acu., Dat., Loc | Ukaṛte, Hokaṛte, Hānkaṛte          | Ukiyāṛte, Hokiyāṛte,Hānkiyāṛ             | Ukite, Hokite, Hānkite          |
| Ablativo        | Ukaṛātāi, Hokaṛātāi, Hānkaṛātāi    | Ukiyāṛātāi, Hokiyāṛātāi, Hānkiyaṛātāi    | Ukiātāi, Hokiātāi, Hānkiātāi    |
| Genitivo        | Ukaṛā, Hokaṛā, Hānkaṛā (bang, āte) | Ukiyrāṛā, Hokiyāṛā, Hānkiyāṛā(bang, āte) | Ukiā, Hokiā, Hānkiā (bang, āte) |

#### Pronomes possessivos
Os pronomes possessivos em Kharia são representados pelos pronomes pessoais no caso genitivo. Exemplos: "In̄g-ā" (meu/minha); "Elā" (nosso/nossa), e assim por diante.
Porém, os genitivos usados como pronomes possessivos são seguidos pelos afixos "-je" ou "-gā", quando expressam posse com intensidade, como nos casos: "In̄gāje" (meu/minha) e "Āmāgā" (seu/sua).

#### Pronomes demonstrativos
"Ukaṛ", "Hokaṛ" e "Hānkaṛ" são usados como pronomes demonstrativos direcionados à pessoa e sofrem declinação, como: "Hokaṛ ber heke" (Quem é esse/essa?).
"Uje" (este/esta/isto), "Hoje" (esse/essa/isso)  e "Hānje" (aquele/aquela/aquilo) também são utilizados, porém, serão sempre desacompanhados de substantivo quando apontar a um animal ou algum objeto. São usados, somente, no nominativo e no acusativo. Exemplos: "Uje i lebu heke" (Que homem é este); "Hānje ioe" (Veja aquilo).

#### Pronomes interrogativos
Os pronomes interrogativos "Ber" (quem), "Berā" (de quem) e "Berte"( a quem) não sofrem flexão quanto ao número ou à pessoa e podem estar em todos os casos. São exemplos: "Ām ber hekem" (Quem és tu?); "Āmpe ber hekepe" (Quem sois vós?); "Hoje ber heke" (Quem é esse?); "Uje berā ŏ heke" (De quem é essa casa?); "Berte giltām" (A quem estás batendo?).
No dual também é usado às vezes "Berjār" ou "Berār" na primeira pessoa, "Berhār" na segunda pessoa e "Berkiār" na terceira pessoa, como na sentença: "Āmār berhār hekebār" (Quem são vocês dois?).
No plural, pode-se usar "Berki" ou "Ber berki", por exemplo em "Āṛki berki hekeme" (Quem são eles?). Também é amplamente utilizado no plural "Ber ber", exemplos: "Āmpe ber ber hekepe" (Quem são vocês?); "Berā berā ŏ heke" (De quem são essas casas?).
O termo "ber", só é usado ao se referir à uma pessoa. Em outros casos, no interrogativo, se usa os adjetivos "i" ou "ātā" acompanhados do substantivo. É exemplo: "I daruā" (De que árvore?).
"Āje" (qual) só será usado no nominativo e no acusativo; exemplos são: "Āje bortem" (Qual tu queres?); "Āje choltā" (Qual vai?). "I" (que) também pode ser utilizado seguido de "je", que serve como afixo empático, exemplo: "Ije terin̄g" (o que devo dar?). Também são pronomes interrogativos "Kittegā" e "Kīṭtegoṭhān̄g" (Quanto/os).

### Verbos
Os verbos em Kharia vão, junto com afixos, conjugar-se quanto a modo, tempo, aspecto.  Além disso, é possível perceber 3 vozes: a ativa, passiva e neutra.

#### Modo
Os modos verbais de Kharia são infinitivo, indicativo, imperativo e condicional.

##### Infinitivo
O elemento flexional, que indicará o infinitivo, é o morfema "-nā", como em "olnā" (trazer), "gitānā" (deitar) e "gilḍomnā" (ser espancado). Além disso, é usado o infinitivo duplo para indicar progressão ou continuidade da ação, como em: "Ing chonā chonā ioǣ" (Enquanto eu ia, eu vi). O infinitivo duplo expressa o sentido do verbo após ele.
O infinitivo também é usado como particípio, que equivale no inglês a adicionar "-ing" no verbo, como nos casos "Ionā" (vendo) e "Ioṇnā" (comendo). O verbo no infinitivo seguido de "thām" (para) irá expressar finalidade, como em "Chonāthām" (Para ir).
Assim como no Hindi, às vezes o infinitivo pode ser usado como imperativo, exemplo é "Ionā" (veja).

##### Indicativo
No modo indicativo, dois tipos verbais são usados, o progressivo e o aoristo. O progressivo tem o termo "-tā" como final flexional, usado, também, na forma "-te". Nesse caso, o verbo pode aparecer repetido também, exemplos são: "oltā" (está trazendo); "gitātā" (está se deitando); "ioṇ ioṇta" (está comendo).
O aoristo terá a terminação "-e" para os verbos ativos e "-nā" para os verbos neutros e passivos, como em: "ole" (traz ou irá trazer); "gitānā" (se deita ou irá se deitar); "gilḍomnā" (é espancado ou irá ser espancado). Muitas vezes o presente definido (progressivo) é usado para o presente indefinido (aoristo), como nas orações "ātu āotām" (onde tu moras?); "Khaṛiā kāomtām" (tu falas Kharia?).

##### Imperativo
O modo imperativo tem terminação "-e" para os verbos ativos e "-nā" para os verbos passivos e neutros, nesse sentido, assemelhando-se bastante ao aoristo, como: "ole" (traga); "chonā" (vá). Existem exceções, como os verbos "remā" e "soĭ", que, no imperativo, se tornam, respectivamente, "remāge" (chame) e "soije" (aprenda). Isso acontece pois, quando uma vogal longa entra em contato com uma vogal breve, é adicionado um "g" pronunciando a breve como longa. Porém, se essa vogal breve for "ĭ", um "j" ficará no meio, e não um "g".
No caso de 3ª pessoa é adicionado "guḍu" ao verbo para que aconteça o imperativo, como "cholguḍu" (deixe ele ir) e "ioguḍu" (deixe ele ver)

##### Condicional
Nesse modo, será usado o aoristo. A sentença condicional é seguida por "lā" (se), e a sentença dependente é seguida por "hāni". Exemplo: "Iḍā ḏa om ḍenā lā chonāing hāni" (Se não tivesse chovido ontem, então eu teria ido.)

#### Tempo e Aspecto
Os tempos verbais em Kharia podem expressar, passado, presente e futuro e  podem variar em aspectos como progressivo (presente definido) e aoristo (presente indefinido e futuro).

##### Passado definido
Esse aspecto terá, como terminação, o termo "-o" para os verbos ativos e "-ki" para os verbos neutros e passivos, assim como em: "olo" (trouxe); "gitāki" (deitou); "gilḍomki" (foi batido). O passado definido varia em certos verbos como "kāĭ" e "ioṇ" que ficam "kāchho" (ele desamarrou) e "ioṇkho" (ele comeu). Isso ocorre pois uma vogal longa entra em contato com uma vogal breve, porém ao contrário do imperativo, onde se colocaria "j" se coloca "chh" e onde se colocaria "g" se coloca "kh".

##### Passado indefinido (perfeito)
Nesse caso,  o verbo será terminado em "-sī", que serve de auxiliar para o significado, tais quais: "olsī" (trouxe); "gitāsī" (deitou-se). Às vezes, o termo "-sī" pode ser pronunciado por um "ḍ" breve ficando portanto "-siḍ".

##### Mais que perfeito
O mais que perfeito terminará com o termo "-sīkho" para vozes ativas e "-sīki" para as neutras e passivas. Tais termos são o passado definido do verbo auxiliar ser (sī) e utilizados no mais que perfeito em verbos como: "olsīkho" (tinha trazido); "gitāsīki" (tinha deitado); "gilḍomsīki" (tinha sido espancado).

##### Imperfeito (passado progressivo)
O morfema desse será o termo "-lāsīki", adicionado à forma do verbo no infinitivo e não ao verbo não flexionado como em todas as outras, são exemplos: "olnālāsīki" (estava trazendo); "gitānālāsīki" (estava deitando). O termo "lāsiki" é o mais que perfeito do verbo "la".
|             | Infinitivo | Presente definido | Presente indefinido | Futuro | Passado definido | Passado indefinido | Mais-que-perfeito | Imperfeito | Imperativo |
| ----------- | ---------- | ----------------- | ------------------- | ------ | ---------------- | ------------------ | ----------------- | ---------- | ---------- |
| Voz Ativa   | nā         | tā                | e                   | e      | o                | sī                 | sīkho             | nālāsīki   | e          |
| Voz passiva | nā         | tā                | nā                  | nā     | ki               | sī                 | sīki              | nālāsīki   | nā         |
| Voz neutra  | nā         | tā                | nā                  | nā     | ki               | sī                 | sīki              | nālāsīki   | nā         |

### Sentença
As sentenças em Kharia são organizadas a partir de um alinhamento morfossintático.

##### Ordem da frase e alinhamento
O alinhamento das frases em Kharia ocorre a partir da organização da função sintática de cada componente da frase, sendo organizada na ordem SOV (Sujeito-Objeto-Verbo), como na frase "Āḍite ābu tere" (Não dê a ele), que seria traduzida literalmente "Ele não dê", na qual "Āḍite" (Ele) serve como sujeito, "ābu" (não) seria o objeto e "tere" (dê) é o verbo.

## Vocabulário

### Numeração
Os algarismos em Kharia variam do 0 ao 9 e podem ser escritos nos 3 afalbetos da língua.
| Devanágari | Bengali | Oriá | Pronúncia        | Algarismo |
| ---------- | ------- | ---- | ---------------- | --------- |
| ०          | ০       | ୦    |                  | 0         |
| १          | ১       | ୧    | moiny/moiñ       | 1         |
| २          | ২       | ୨    | uber             | 2         |
| ३          | ৩       | ୩    | u'phe            | 3         |
| ४          | ৪       | ୪    | i'phôn/ i'phan   | 4         |
| ५          | ৫       | ୫    | môlôy/malay      | 5         |
| ६          | ৬       | ୬    | tibru            | 6         |
| ७          | ৭       | ୭    | thām             | 7         |
| ८          | ৮       | ୮    | thōm/tham        | 8         |
| ९          | ৯       | ୯    | thômsiṅg/thamsiṅ | 9         |

### Declaração dos direitos humanos
A seguir está transcrito um trecho da Declaração Universal dos Direitos Humanos nos alfabetos de Kharia e sua tradução.

#### Devanágari
सोउब्म लेबु कियाऽ गैरव ओडोऽ अधिकाराऽ मासन बुँग जोनोम-जात स्वतंत्रता ओडोऽ समानता कुई सिड होतोके लुर ओडोऽ जातोमाऽ तेर तेर कुई सिऽ ओडोऽ मुनुडू होकी ते भाई-भाई मुन व्यवहार करायना चाहि।

#### Bengali
সোউব্ম লেবু কিয়াঽ গৈরব ওডোঽ অধিকারাঽ মাসন বুঁগ জোনোম-জাত স্বতন্ত্রতা ওডোঽ সমানতা কুঈ সিড হোতোকে লুর ওডোঽ জাতোমাঽ তের তের কুঈ সিঽ ওডোঽ মুনুডূ হোকী তে ভাঈ-ভাঈ মুন ব্যবহার করায়না চাহি।

#### Oriá
ସୋଉବ୍ମ ଲେବୁ କିୟାଽ ଗୈରୱ ଓଡୋଽ ଅଧିକାରାଽ ମାସନ ବୁଁଗ ଜୋନୋମ-ଜାତ ସ୍ୱତନ୍ତ୍ରତା ଓଡୋଽ ସମାନତା କୁଈ ସିଡ ହୋତୋକେ ଲୁର ଓଡୋଽ ଜାତୋମାଽ ତେର ତେର କୁଈ ସିଽ ଓଡୋଽ ମୁନୁଡୂ ହୋକୀ ତେ ଭାଈ-ଭାଈ ମୁନ ୱ୍ୟୱହାର କରାୟନା ଚାହି‍।

#### Transliteração
Soubma lebu kiyāʔ gairawa oḍoʔ adhikārāʔ māsana bũga jonoma-jāta swatantratā oḍoʔ samānatā kuī siḍa hotoke lura oḍoʔ jātomāʔ tera tera kuī siʔ oḍoʔ munuḍū hokī te bhāī-bhāī muna wyawahāra karāyanā cāhi.

#### Tradução
Todos os seres humanos nascem livres e iguais em dignidade e em direitos. Dotados de razão e de consciência, devem agir uns para com os outros em espírito de fraternidade.

## Classificação
Kharia pertence ao ramo kharia-juang da línguas munda. Seu parente mais próximo existente é a língua juang, mas a relação entre kharia e juang é remota.
A classificação mais amplamente aceita coloca kharia e juang juntas como um subgrupo do ramo munda do sul da família munda. No entanto, alguns esquemas de classificação anteriores colocaram-nas juntas como um ramo independente derivado da raiz das línguas Munda, que eles chamaram de Munda Central.
Kharia está em contato com as línguas sadri (a língua franca local), mundari, kurux, hindi e oriá (em Orissa). 